# Carlos Ribeiro (geólogo)
Carlos Ribeiro (Lapa, Lisboa, 21 de Dezembro de 1813 – Lisboa, 13 de Novembro de 1882) foi um oficial do Exército Português, geólogo e arqueólogo, com um currículo multifacetado e uma participação cívica e política de grande notoriedade. Foi deputado nas legislaturas de 1870 a 1874 e de 1880 a 1881. Entre um número substancial de realizações notáveis para a Geologia desempenhou importantes funções no campo da administração pública, entre as quais director da 1.ª Comissão Geológica do Reino (1857), tendo anteriormente chefiado a 4.ª Repartição Técnica da Direcção Geral de Obras Públicas, na altura responsável pelas pedreiras, minas e trabalhos geológicos. Foi também o responsável pela 1.ª edição da Carta Geológica de Portugal à escala 1/500 000, obra premiada com a medalha de prata na Exposição Universal de Paris (1867).

## Biografia
Nasceu na freguesia da Lapa, cidade de Lisboa, filho de José Joaquim Ribeiro e de Francisca dos Santos Ribeiro, uma família da classe operária. A situação económica da família apenas permitiu que frequentasse a instrução primária, empregando-se de imediato como aprendiz do comércio. No estabelecimento comercial onde trabalhava conheceu Filipe Folque (1800–1874), então aluno da Real Academia de Fortificação, Artilharia e Desenho, com quem estabeleceu relações de amizade. Com a ajuda do patrão, Francisco José de Freitas Rego, e de Filipe Folque, que lhe deu explicações e lhe facultou livros, conseguiu as habilitações secundárias necessárias à matrícula nas escolas superiores.
Em agosto de 1833, com 20 anos de idade, alistou-se no Exército Português, na fação liberal, tendo participado na fase final da Guerra Civil Portuguesa. Com o fim do conflito, em 1834, pediu licença militar para regressar aos estudos, sendo admitido, inicialmente, na Academia Real de Marinha, onde recebeu dois prémios, transferindo-se depois para o curso de Artilharia da Real Academia de Fortificação, Artilharia e Desenho. Completou a sua formação em 1837, já na Escola do Exército, entidade que a partir daquele ano fora a sucessora da Real Academia de Fortificação. Após concluir com distinção os cursos de Artilharia e Engenharia Militar, a 28 de julho de 1837 foi promovido a alferes, iniciando assim a sua carreira como oficial do Exército com a colocação no Regimento de Artilharia n.º 2.
Em 1839 transferiu-se para Elvas, praça onde então se achava aquartelado o Regimento de Artilharia n.º 2. Permaneceu naquela cidade cerca de ano e meio, datando dessa época as suas relações com o geólogo Nery Delgado (1835–1908), cuja família ali residia, que foram determinantes no enveredar do jovem oficial pelo campo dos estudos geológicos. Ainda em Elvas, foi promovido em 1840 a primeiro-tenente.
A 26 de novembro de 1840 foi transferido para o Regimento de Artilharia n.º 3, aquartelado na cidade do Porto. Interessado pela geologia, obteve licença para frequentar o curso de Engenharia Civil da Academia Politécnica do Porto, focando-se no estudo da Geologia. Frequentou aquela escola até 1844 e nela recebeu quatro prémios pecuniários e uma distinção honorífica. Neste período estabeleceu relações de amizade e colaboração com José Victorino Damásio (1807–1875), lente da Academia Politécnica do Porto, com cuja irmã, Úrsula Damásio, casaria a 14 de fevereiro de 1846.
Durante os seus estudos na Academia Politécnica do Porto tomou contacto com as técnicas de campo usadas nos estudos geológicos. Iniciou os estudos práticos de geologia no início da década de 1840, na região do Porto, sendo provavelmente o único que em Portugal naquele tempo trabalhava nesta área de investigação. Foi um dos primeiros investigadores portugueses a reconhecer o trabalho de campo como elemento essencial para os estudos geológicos e com isso introduziu uma prática até então quase inexistente no panorama científico da geologia portuguesa.
Terminado o curso, em 1844, realizou alguns estudos de geologia prática nas vizinhanças do Porto, reunindo nessa altura as suas primeiras coleções de rochas e minerais. No ano seguinte, optou por pedir uma licença prolongada da sua atividade militar e dedicar-se à engenharia. Aceitou a proposta que lhe foi feita pela Companhia das Obras Públicas de Portugal para dirigir a construção da estrada real entre Lisboa e as Caldas da Rainha. Iniciou funções naquela empresa de empreitadas de obras públicas a 11 de novembro de 1845.
Terminados os trabalhos naquele troço, foi encarregado de dirigir a construção do troço de estrada entre Carvalhos e Ponte do Vouga, mas por essa altura desencadeou-se a crise política que levou ao movimento popular da Maria da Fonte e à Patuleia. A instabilidade política levou a que a 23 de maio de 1846 todos os trabalhos da empreitada fossem suspensos devido ao clima de guerra civil que se vivia em Portugal. A suspensão dos trabalhos levou que a 6 de junho desse mesmo ano fosse dispensado do serviço da empresa e regressasse ao Exército.
Participou na insurreição ao lado dos revoltosos Setembristas, ficando em consequência preso desde a derrota do movimento até à promulgação da amnistia que se seguiu à intervenção da Quádrupla Aliança e à assinatura da Convenção de Gramido. Apesar de amnistiado, foi obrigado a retirar-se em definitivo da efetividade do serviço militar.
Desempregado, conseguiu ser nomeado para o ensino de aprendizes no Arsenal do Exército, mas permaneceu por pouco tempo nessas funções. Retornada a estabilidade política, em 1849 foi contratado pela Companhia Farrobo e Damásio, concessionária das minas de carvão do Cabo Mondego e do Buçaco, o que lhe vai permitir viajar pelo país em missões de prospeção mineira, muitas realizadas à sua própria custa, e reunir um importante espólio das áreas da petrografia e paleontologia. Durante a sua permanência na região de Coimbra conheceu o médico António Augusto da Costa Simões, lente da Faculdade de Medicina da Universidade de Coimbra, que o contratou para realizar os estudos geológicos do terreno escolhido para o Cemitério Municipal da Conchada, em Coimbra, de uma parte do seu projeto e da estrada que a ele conduz. Este contrato criou a oportunidade de realizar um conjunto de estudos geológicos naquela região, que foram aproveitados para diversos estudos científicos posteriores.
Conheceu no Buçaco em 1850 o geólogo inglês Daniel Sharpe, que vivera uns anos em Portugal e é autor de trabalhos relacionados com a geologia de Portugal, a quem ajudou na tradução e revisão científica desses trabalhos. Este facto viria trazer a Carlos Ribeiro o primeiro reconhecimento internacional. A profícua colaboração que daí resultou contribuiu para aperfeiçoar algumas das observações feitas por Sharpe e estabelecer as bases da estratigrafia portuguesa. Da colaboração de Carlos Ribeiro com Daniel Sharpe a estratigrafia portuguesa recebeu o primeiro grande impulso.
Quando Fontes Pereira de Melo (1819–1887) organizou em 1852 o Ministério das Obras Públicas, Comércio e Indústria, Carlos Ribeiro, que tinha sido condiscípulo daquele político na Academia da Fortificação, foi convidado para chefiar a secção técnica destinada a superintender minas, pedreiras e trabalhos geológicos (a 4ª secção da Repartição Técnica da Direcção Geral de Obras Públicas), ficando encarregado de organizar o serviço de minas. Estas funções permitiram-lhe dar novo impulso aos trabalhos de prospecção geológica, reunindo a informação que depois seria em boa parte utilizada nos trabalhos e cartografia geológica.
Também nas suas funções no serviço de minas do Ministério das Obras Públicas elaborou, em conjunto com Francisco António Pereira da Costa (1809–1888), lente da disciplina de Mineralogia, Geologia e Princípios de Metalurgia na Escola Politécnica de Lisboa, a proposta de lei reguladora da concessão de minas, que viria a ser decretada pela carta de Lei de 31 de dezembro de 1852 e seu regulamento de 9 de dezembro de 1853.
Ainda no período entre 1852 e 1857, elaborou o primeiro esboço da carta geológica da região compreendida entre os rios Tejo e Douro usando como base cartográfica utilizada a carta militar britânica que havia sido compilada por James Wyld na escala de 1:480 000. Do mesmo período data o primeiro esboço da carta geológica do Alentejo, na escala de 1:833 333, tendo como base nos resultados das campanhas de prospecção e investigação geológica e mineralógica realizadas por Charles Bonnet. Aqueles dois trabalhos de cartografia geológica foram a base da carta geológica geral de Portugal elaborada em colaboração com Daniel Sharpe, considerado um dos fundadores da geologia portuguesa, que traçou os limites das formações geológicas conhecidas à data sobre uma base cartográfica assente sobre a «Minuta de uma carta do Reino de Portugal para a defesa geral do dito Reino», que havia sido elaborada em 1840, na escala aproximada 1:750 000, pelo engenheiro militar José Maria das Neves Costa (1774–1841). Esta carta, onde deram uma primeira visão integrada dos conjuntos rochosos situados no território português, nunca chegou a ser impressa, mas ainda assim forneceu os fundamentos que foram incorporados na carta geológica da Península Ibérica (Carte Géologique de l'Espagne et du Portugal), na escala de 1:500 000, publicada em 1864 por Édouard de Verneuil (1805–1873) e Édouard Collomb (1801–1875).
Foi criada em 1857 a Comissão Geológica de Portugal, incorporada na Comissão dos Trabalhos Geodésicos e a funcionar na estrutura do Ministério das Obras Públicas, Comércio e Indústria. Carlos Ribeiro foi nomeado membro director da daquela Comissão Geológica, cargo que partilhou com o lente Pereira da Costa, com a missão de elaborar a carta geológica de Portugal, tarefa difícil dada a exiguidade de meios humanos envolvidos. Em  1859, foi também nomeado chefe da Repartição de Minas, Geologia e Máquinas-a-Vapor (a 2ª repartição da Direcção Geral de Obras Públicas e Minas) daquele Ministério. Em consequência, durante vários anos acumulou as funções de chefe do serviço geológico com as de chefe da repartição de minas, e ainda as de vogal do Conselho de Obras Públicas e Minas.
Em 1858 realizou uma viagem de estudo a diversos países da Europa, o que lhe permitiu estabelecer relações de colaboração com diversos geólogos franceses e britânicos, com os quais manteve correspondência e colaboração ao longo de toda a sua carreira.
As suas coleções petrográficas e paleontológicas serviram de núcleo à coleção da referida Comissão Geológica de Portugal. Após a extinção, o espólio da Comissão Geológica recolhido até 1869 foi transferido naquele ano para o Museu Geológico e Mineralógico da Escola Politécnica de Lisboa. Alguns dos exemplares recolhidos por Carlos Ribeiro encontram-se depositadas no Museu do Instituto Geológico e Mineiro.
Tendo encontrado no decurso dos seus trabalhos de campo diversos vestígios arqueológicos claramente pré-históricos, passou a interessar-se pelo tema, particularmente a partir de 1863, quando descreveu os concheiros de Muge, hoje datados do Mesolítico e classificados Monumento Nacional desde 2011. Aqueles concheiros, que Carlos Ribeiro identificou quando estudava os terrenos terciários do vale do Tejo, estão localizados no concelho de Salvaterra de Magos e constituem uma das mais importantes estações arqueológicas da pré-história portuguesa, com grande projeção a nível nacional e internacional. São um conjunto de aglomerados de conchas e outros restos de alimentação humana nas proximidades dos quais foram identificados esqueletos humanos, ossos de animais fossilizados e objectos talhados em pedra e osso, que permitiram a recolha de informações importantes sobre o estilo de vida das populações que habitaram nas margens do Tejo.
Também se lhe deve a realização em 1878 do relatório inicial e da primeira escavação do Castro de Leceia, um povoado fortificado do Neolítico-Calcolítico (datado de entre 3 000 a 2 000 a.C) situado em Leceia (Oeiras). Sobre este sítio arqueológico apresentou uma memória à Academia Real das Ciências de Lisboa, documento que pode ser considerado a primeira monografia dedicada a um povoado pré-histórico português. Entre os sítios pré-históricos identificados, e nalguns casos escavados por Carlos Ribeiro contam-se vários túmulos megalíticos, entre os quais a Anta da Pedra dos Mouros, a Anta das Pedras Grandes, a Anta de Agualva, a Anta da Estria, a Anta do Alto da Toupeira e a Anta do Monte Abraão.
Os seus estudos pré-históricos desencadearam grande interesse nas décadas seguintes por terem, erradamente, atribuído vestígios humanos ao período geológico então conhecido por Terciário. Uma sua comunicação apresentada no Congresso Internacional de Antropologia e Arqueologia Pré-Históricas, realizado em Bruxelas no ano de 1872, desencadeou uma controvérsia científica, pois afirmava ter encontrado possíveis marcas de hominídeos em objectos de sílex talhado provenientes de arenitos do Plioceno e de estratos do Mioceno. Mercê do interesse da comunidade científica internacional sobre a discussão que remetia para o Terciário a existência de humanos, realizou-se em 1880, na cidade de Lisboa, devido ao empenho e prestígio de Carlos Ribeiro, o IX Congresso Internacional de Antropologia e Arqueologia Pré-Históricas. Nesse congresso, Carlos Ribeiro apresentou uma memória a que deu o título de L’homme tertiaire en Portugal (O homem terciário em Portugal). A comunicação foi apresentada ao plenário do congresso no dia 21 de setembro, tendo sido a única a que o rei D. Luís assistiu. Nela, Carlos Ribeiro expôs, de forma serena e objectiva, os argumentos que considerou relevantes para a defesa da sua tese, enquadrados por uma sólida interpretação estratigráfica e paleontológica da realidade geológica local, feita à luz dos critérios da época.
Em julho de 1864 foi nomeado para integrar a comissão encarregada de propor as bases para a classificação e graduação do pessoal técnico do Ministério das Obras Públicas, Comércio e Indústria e formular um projecto de reorganização do ensino industrial, ao tempo a funcionar na dependência daquele Ministério.
Para além dos trabalhos no campo de cartografia geológica, desenvolveu diversos estudos de geologia aplicada, entre os quais os trabalhos sobre minas e sobre o abastecimento de água à cidade de Lisboa, tema em que trabalhou durante quase 30 anos. Em colaboração com Nery Delgado, publicou em 1868 um estudo pioneiro sobre a arborização geral do país.
Na sequência dos trabalhos de levantamento geológico efectuados por Carlos Ribeiro e Nery Delgado, foi elaborado um esboço do mapa geológico de Portugal que esteve patente na Exposição Internacional de Paris, realizada em 1867, sendo aí premiado com a medalha de prata. Apenas em 1876 foi oficialmente publicado o Mapa Geológico de Portugal na escala 1:500 000, o qual viria ser revisto, completado e actualizado por Nery Delgado e pelo geólogo suíço  Paul Choffat (1849–1919).
Dissensões ocorridas na direcção da Comissão Geológica levaram à dissolução da instituição em fevereiro de 1868. Por iniciativa do ministro Joaquim Tomás Lobo de Ávila, pelo decreto de 18 de Dezembro de 1869, foi criada uma estrutura com missão similar, também responsável pelo levantamento geológico do território, para funcionar numa das secções da recém-criada Direcção Geral dos Trabalhos Geodésicos, Topográficos, Hidrográficos e Geológicos do Reino. Carlos Ribeiro foi então nomeado director da 5.ª Secção da nova estrutura, funções que exerceu até falecer. Foi sucedido por Nery Delgado, que também permaneceu na direcção do organismo até à data da sua morte.
Para além do seu labor científico exerceu funções políticas de relevo. Foi eleito deputado na legislatura de 1870–1874 e, mais tarde, na legislatura de 1880–1881. Na sessão de 23 de março de 1872, apresentou um relatório sobre o Imposto Predial, no qual colaboram João Pinto Carneiro e Gilberto António Rolla. Naquele relatório eram desenvolvidas as suas ideias sobre administração pública e patenteados os seus conhecimentos em matéria económica.
Ao longo da sua carreira, Carlos Ribeiro foi, sobretudo, pioneiro na prática do trabalho de campo para o estudo da Geologia e o primeiro geólogo português a reconhecer a sucessão estratigráfica dos terrenos do território português. Para além de importantes contribuições no campo da estratigrafia, também foi pioneiro no reconhecimento dos vestígios da ocupação humana pré-histórica e da interligação entre a estratigrafia, a paleontologia e a antropologia física, matérias em que foi dos primeiros cientistas europeus a trabalhar. Com elevado prestígio internacional, manteve correspondência regular com os mais eminentes especialistas da época, sobretudo depois de ter com eles travado conhecimento, aquando da viagem que em 1858 realizou a diversos países da Europa.
Foi sócio de várias agremiações científicas, portuguesas e estrangeiras, e galardoado com diversas condecorações nacionais e internacionais. Faleceu em Lisboa, a 13 de novembro de 1882, na casa em que habitava, na Rua do Arco das Amoreiras, 83, vítima de padecimentos hepáticos e cardíacos.

## Obras
Entre muitas outras, Carlos Ribeiro é autor das seguintes obras:
- «Estudos geologicos do Bussaco», O Atheneu, 52 (1850), pp. 410–413.
- «On the Carboniferous and Silurian Formations of the neighborhood of Bussaco in Portugal. With notes by D. Sharpe, Salter, Rupert Jones; and an Account of the Vegetable Remains, by Bunbury», Quarterly Journal of the Geological Society of London, 9 (1853), pp. 135–161.
- Considerações geraes sobre a grande conserva de aguas projectada na ribeira de Carenque mandadas publicar pela Camara Municipal de Lisboa. Lisboa, Typographia do Jornal do Commercio, 1854.
- Reconhecimento geológico e hidrológico dos terrenos das vizinhanças de Lisboa, com relação ao abastecimento de águas desta cidade (com um mapa geológico em grande formato). Lisboa, Typografia da Academia Real das Sciencias de Lisboa, 1857.
- Memorias sobre as minas de carvão dos districtos do Porto e Coimbra e de carvão e ferro do districto de Leiria. Lisboa, Typografia da Academia Real das Sciencias de Lisboa, 1858.
- Memorias sobre as minas de chumbo de S. Miguel d’Ache e Segura, no concelho de Idanha-a-Nova, e Castello da Ribeira das Caldeiras, no concelho do Sardoal (contém uma carta). Lisboa, Typografia da Academia Real das Sciencias de Lisboa, 1859.
- Memoria sobre o grande filão metalifero que passa ao nascente de Albergaria-a-Velha e Oliveira de Azeméis (contém uma carta), Lisboa, 1859.
- Estudos geologicos. Descripção do solo quaternario das bacias hydrographicas do Tejo e Sado (contém uma carta) (edição bilingue). Lisboa, Typografia da Academia Real das Sciencias de Lisboa, 1866.
- «Note sur le terrain quaternaire du Portugal” in Bulletin de la Société Géologique de France, 24 (1867), pp. 692–717.
- Relatorio acerca da Arborisação Geral do Paiz (em co-autoria com Nery Delgado). Lisboa, Typographia da Academia Real das Sciencias de Lisboa, 1868.
- «Breve noticia acerca da constituição physica e geologica da parte de Portugal comprehendida entre os valles do Tejo e do Douro” in Jornal de Sciencias Mathematicas e Physicas, 7 (1869), pp. 243–252, pp. 353–361.
- Memoria sobre a descripção de alguns silex e quartzites lascadosencontrados nas camadas dos terrenos Terciario e Quaternario das bacias do Tejo e Sado. Lisboa, Typografia da Academia Real das Sciencias de Lisboa, 1871.
- Carta Geológica de Portugal (escala 1:500 000) (co-autoria com Nery Delgado), 1876.
- Des formations tertiaires du Portugal” (extrait du Compte-rendu sténographique du congrès international de géologie tenu à Paris). Paris, Imprimerie Nationale, 1878.
- L’homme tertiaire en Portugal (extrait du Compte-rendu du congrès international d’anthropologie et d’archéologie préhistoriques en 1880). Lisboa, Typografia da Academia Real das Sciencias de Lisboa, 1880.